# Лилия поникающая
Лилия поникающая (лат. Lilium cernuum) — вид многолетних травянистых растений рода Лилия (Lilium) семейства Лилейные (Liliaceae).

## Ботаническое описание
Стебли высотой до 85 см, в нижней части без листьев. Луковица приплюснутая, достигает 2 см в высоту и 4 см в ширину, белого цвета, широкояйцевидной формы.
Листья очередные, линейной формы, до 18 см длиной и около 0,8 см шириной, прижаты к стеблю.
В одной кисти до 6 цветков. Цветки поникающие, сиреневого, редко белого цвета, с тёмно-пурпурными точками, не широко открытые. Листочки околоцветника до 5 см длиной, около 2 см шириной. Пыльники пурпурного цвета.
Плод — продолговато-овальная коробочка до 3 см длиной, около 2 см шириной.
Цветёт в июле, плодоносит в сентябре.

## Распространение
Произрастает на юге Приморского края, встречается в Китае и Северной Корее.

## Классификация

### Таксономия
Вид Лилия поникающая входит в род Лилия (Lilium) семейства Лилейные (Liliaceae) порядка Лилиецветные (Liliales).
|  |                                      |  |                                                             |                                                             |                    |  | ещё 9 семейств (согласно Системе APG II) | ещё 9 семейств (согласно Системе APG II) |                      |  |  |  | ещё более 110 видов |
|  |                                      |  |                                                             |                                                             |                    |  | ещё 9 семейств (согласно Системе APG II) | ещё 9 семейств (согласно Системе APG II) |                      |  |  |  | ещё более 110 видов |
|  |                                      |  |                                                             | порядок Лилиецветные                                        |                    |  |                                          |                                          | род Лилия            |  |  |  |                     |
|  |                                      |  |                                                             | порядок Лилиецветные                                        |                    |  |                                          |                                          | род Лилия            |  |  |  |                     |
|  | отдел Цветковые, или Покрытосеменные |  |                                                             |                                                             | семейство Лилейные |  |                                          |                                          | вид Лилия поникающая |  |  |  |                     |
|  | отдел Цветковые, или Покрытосеменные |  |                                                             |                                                             | семейство Лилейные |  |                                          |                                          |                      |  |  |  |                     |
|  |                                      |  | ещё 44 порядка цветковых растений (согласно Системе APG II) | ещё 44 порядка цветковых растений (согласно Системе APG II) |                    |  |                                          | ещё 16 родов                             | ещё 16 родов         |  |  |  |                     |
|  |                                      |  |                                                             | ещё 44 порядка цветковых растений (согласно Системе APG II) |                    |  |                                          |                                          | ещё 16 родов         |  |  |  |                     |